# Maurice Paléologue
Maurice Paléologue (París, 13 de enero de 1859-París, 18 de noviembre de 1944) fue un diplomático, historiador y ensayista francés.

## Biografía

### Antecedentes
Paléologue nació en París, hijo de Alexandru Paleologu, un rumano revolucionario de Valaquia, que había huido a Francia después de intentar asesinar al Príncipe Gheorghe Bibescu durante la Revolución de Valaquia de 1848. Alexandru fue uno de los tres hijos ilegítimos de Elisabeta Văcărescu, de la familia Văcărescu de Boyardo. Él y sus hermanos fueron posteriormente asumidos por Văcărescu Zoe, madre de Elisabeta, que dio a los niños su nombre de soltera Paleologu. El nombre se convirtió como Paléologue con ortografía francesa.

### Carrera diplomática
Después de graduarse en Derecho, Maurice Paléologue ingresó al Ministerio de Asuntos Exteriores en 1880 y fue nombrado Secretario de la Embajadas en Tánger durante el Protectorado francés de Marruecos, Pekín (Dinastía Qing) y más tarde en Roma, Italia. Posteriormente fue ministro plenipotenciario en 1901. Al dejar el cargo se desenvolvió como embajador en Sofía de 1907 a 1912 y San Petersburgo, en la Rusia Imperial en 1914, para luego ser Secretario General del Ministerio de Asuntos Exteriores durante el gabinete de Alexandre Millerand.

### Carrera literaria
Paralelamente a su carrera diplomática, colaboraba en la Revue des deux mondes y escribía novelas y ensayos literarios. Publicó varias obras históricas dedicadas a Rusia, en las cuales se encuentra un retrato íntimo de la última zarina —Paléologue asistió a algunas de sus conversaciones con Rasputin— así como observaciones de primera mano sobre los acontecimientos que sacudieron el país en vísperas de la Primera Guerra Mundial. Sus notas sobre el Caso Dreyfus, que serían publicadas solo después de su muerte, constituyen un importante testimonio sobre el proceso donde él mismo había declarado. Fue elegido miembro de la Academia francesa en 1928.
Paléologue es también importante por su libro Un gran viraje en la política mundial que es un diario escrito por él mismo sobre sus vivencias durante la guerra ruso-japonesa, y del peligro que suponían tanto el crecimiento desmesurado del poder armamentista del Kaiser Guillermo II y de la decadencia de la Rusia zarista. Realiza importantes críticas al retraso de Rusia, llegando a decir que estaba tres siglos atrás de otros países europeos.

## Obras
- L'Art chinois (1887)
- Vauvenargues (1890)
- Alfred de Vigny (1891)
- Profils de femmes (1895)
- Le Cilice (1901)
- Rome, notes d'histoire et d'art (1902)
- La Cravache (1904)
- Le Point d'honneur (1907)
- Dante, essai sur son caractère et son génie (1909)
- La Russie des tsars pendant la Grande Guerre (1921-23)
- Le Roman tragique de l'empereur Alexandre II (1923)
- Les Entretiens de l'impératrice Eugénie (1928)
- Alexandra Feodorowna, impératrice de Russie (1932)
- Un prélude à l'invasion de la Belgique. Le Plan Schlieffen, 1904 (1932)
- Guillaume II et Nicolas II (1935)
- Les Précurseurs de Lénine (1938)
- Élisabeth, impératrice d'Autriche. L'hérédité sinistre des Wittelsbach (1939)
- L'Écroulement du tsarisme (1939)
- Aux portes du jugement dernier. Élisabeth-Féodorowna, grande-duchesse de Russie (1940)
- Au quai d'Orsay à la veille de la tourmente. Journal, 1913-1914 (1947)
- Journal de l'affaire Dreyfus, 1894-1899, l'affaire Dreyfus et le Quai d'Orsay (1955)
- Le crépuscule des tsars, publié en 2007 (journal de Maurice Paléologue lorsqu'il était ambassadeur de France en Russie de 1914 à 1917)